# Chaetura
Chaetura é um género de aves da família Apodidae.

## Lista de espécies
O género Chaetura é composto por 11 espécies:
- Andorinhão-d'uropígio-cinzento, Chaetura cinereiventris
- Andorinhão-d'uropígio-branco, Chaetura spinicaudus
- Andorinhão-de-martinica, Chaetura martinica
- Andorinhão-costa-riquenho, Chaetura fumosa
- Andorinhão-d'uropígio-pálido, Chaetura egregia
- Andorinhão-de-rabo-espinhoso, Chaetura pelagica
- Andorinhão-de-vaux, Chaetura vauxi
- Andorinhão-de-chapman, Chaetura chapmani
- Andorinhão-de-cauda-fuliginosa, Chaetura andrei
- Andorinhão-de-sick, Chaetura meridionalis
- Andorinhão-de-cauda-curta, Chaetura brachyura